# Filiberto Olgiati
Filiberto Olgiati (Arona, 13 luglio 1861 – dopo il 1924) è stato un politico italiano, commissario prefettizio di Milano nel 1913-14 e di Torino nel 1919-20.

## Biografia
Visse a lungo a Vercelli, nella casa di famiglia, e poi si trasferì a Torino dove fece l’Università, si laureò in Giurisprudenza e fu successivamente consigliere di prefettura.
Sposò la possidente russa Marija Pavlovna Naryškina.
Fu consigliere di prefettura e poi viceprefetto a Milano, con il prefetto Panizzardi.
Nel 1913 fu nominato prefetto e destinato a Foggia, ma nel dicembre dello stesso anno tornò a Milano come commissario regio e successivamente prefettizio (la differenza tra le due incariche era la seguente: il commissario regio veniva nominato quando il consiglio comunale era ancora in carica ma privo di maggioranza, il commissario prefettizio veniva nominato dopo lo scioglimento del consiglio comunale). Fu poi prefetto a Foggia, a Parma, a Milano e a Firenze.
Nel dicembre 1919 fu nominato commissario prefettizio di Torino, incarico che mantenne fino al novembre successivo.
Nel 1924, collocato a riposo per limiti di età, fu nominato commissario governativo della Società Umanitaria, associazione di ispirazione socialista, che come i commissari precedenti contribuì a ridimensionare secondo le richieste dal fascismo.